# Herrera de los Navarros
Herrera de los Navarros ist ein spanischer Ort und eine Gemeinde (municipio) mit nur noch 504 Einwohnern (Stand: 2024) im Süden der Provinz Saragossa in der Autonomen Gemeinschaft Aragonien. Die Gemeinde gehört zur bevölkerungsarmen Serranía Celtibérica.

## Lage und Klima
Herrera de los Navarros liegt ca. 110 km (Fahrtstrecke) südwestlich der Provinzhauptstadt Saragossa in einer Höhe von ca. 810 m am Fluss Herrera. Der Huerva durchquert den Nordwesten der Gemeinde. 

## Bevölkerungsentwicklung
| Jahr      | 1970 | 1981 | 1991 | 2001 | 2011 | 2021 |
| Einwohner | 1089 | 887  | 710  | 614  | 604  | 496  |

## Sehenswürdigkeiten
- Johannes-der-Täufer-Kirche (Iglesia de San Juan Bautista) mit dem Mudéjar-Turm
- Marienkapelle (Ermita, Santuario de la Virgen de Herrera)

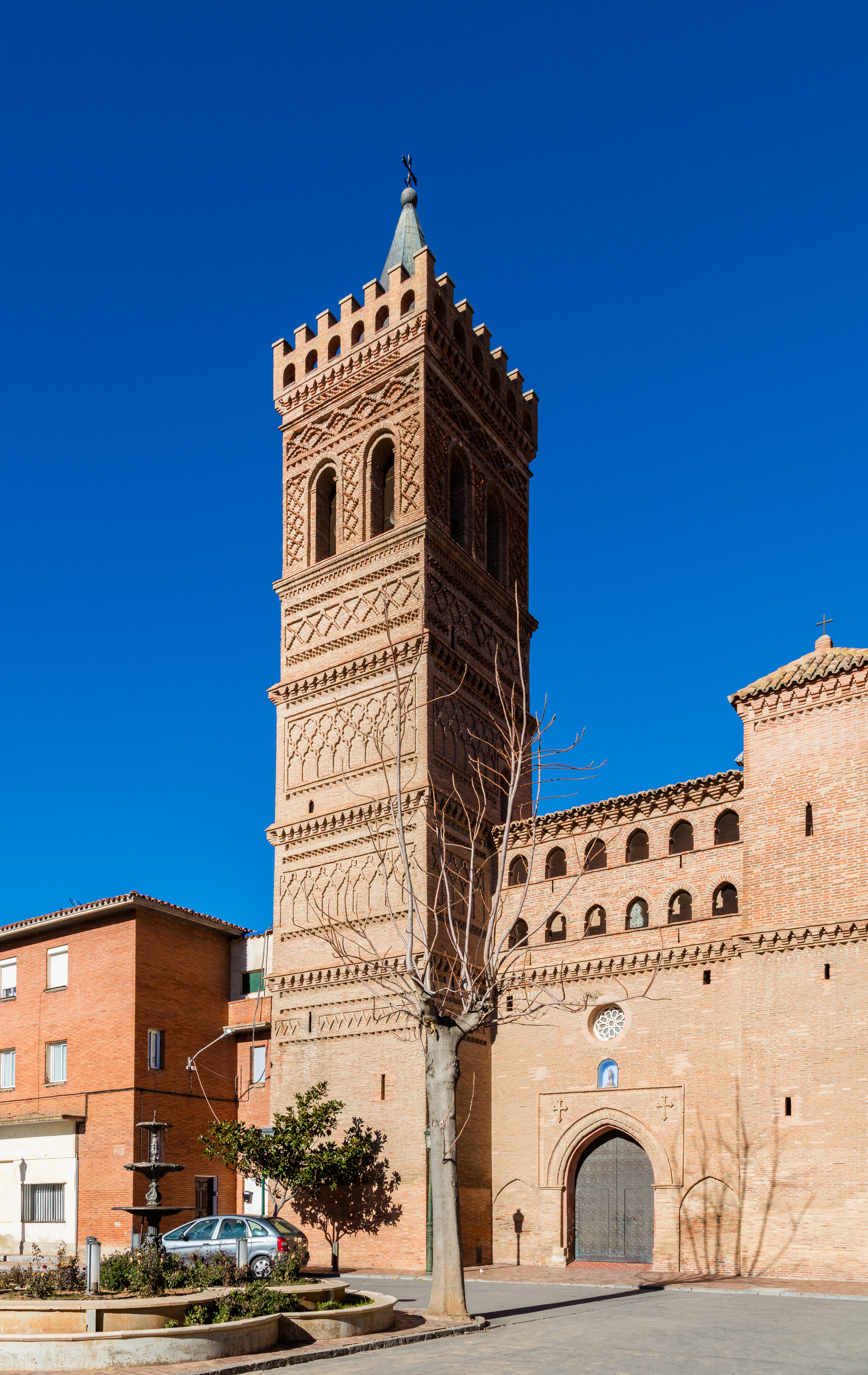
Johannes-der-Täufer-Kirche
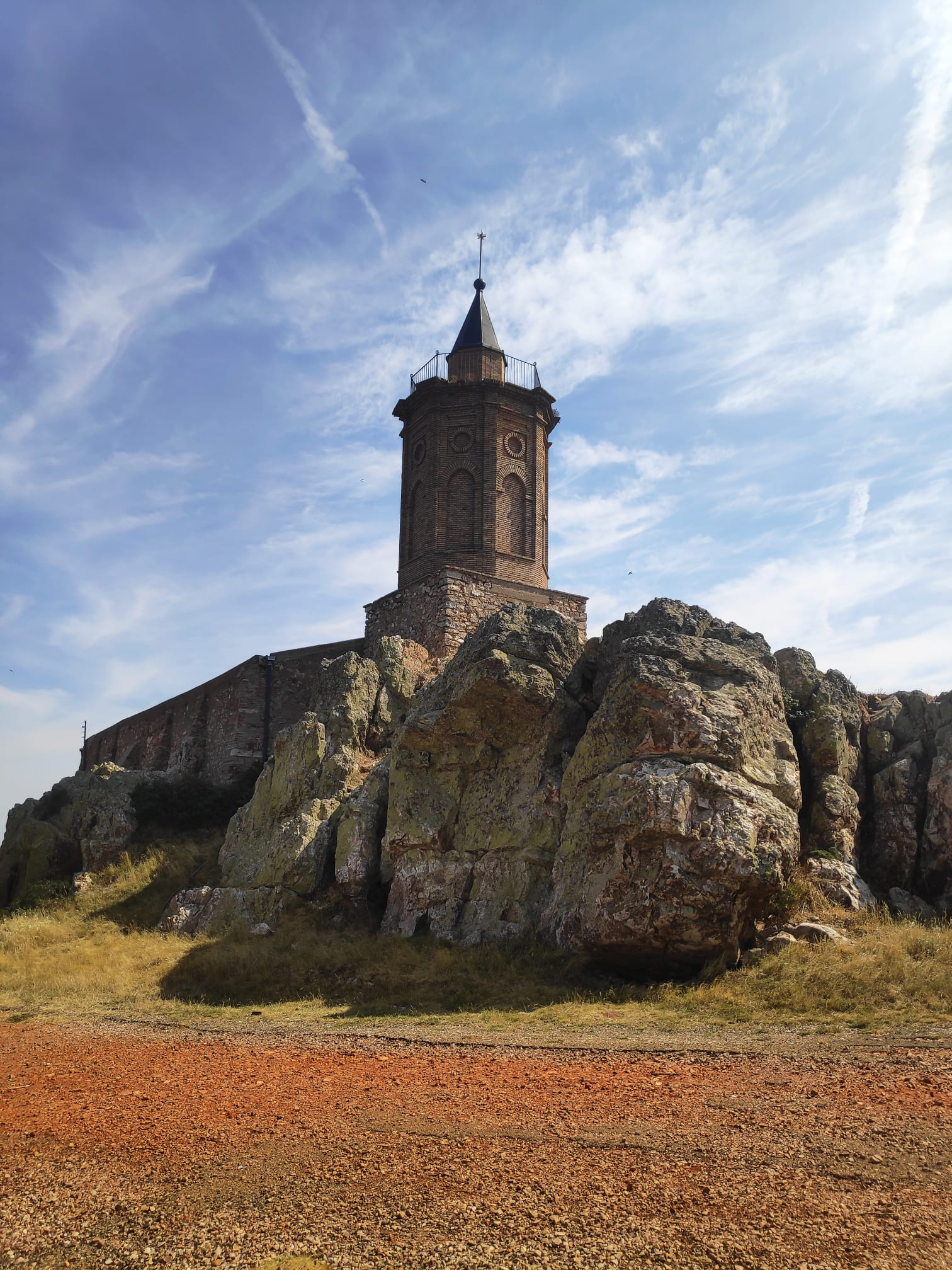
Marienkapelle